# Zenobia Gonzaga
Zenobia Gonzaga (Serracapriola, 9 febbraio 1588 – Castelvetrano, 8 febbraio 1618) è stata una nobildonna italiana, duchessa consorte di Terranova.

## Biografia
Era figlia di Ferrante II Gonzaga, terzo conte di Guastalla e di sua moglie, Vittoria Doria, figlia del celebre ammiraglio genovese Andrea Doria.
L'8 febbraio 1607 sposò a Guastalla per procura il terzo duca di Terranova Giovanni III d'Aragona Tagliavia (1585-1624). Nel maggio 1608 Zenobia si trasferì a Castelvetrano. I suoi anni trascorsi nella città non furono felici, in quanto il marito la trascurò, anche a causa dei numerosi impegni istituzionali. Ricevette più volte la visita dello zio, il cardinale Giovanni Doria.
Fondò assieme al marito il Convento di Santa Maria dell'Itria a Castelvetrano.
Non ebbero figli e alla morte di Zenobia (1618), forse di creapacuore per i maltrattamenti del marito, fu sepolta nella Chiesa di San Domenico. Giovanni si risposò con Giovanna Mendoza, dama alla corte del re di Spagna.
Dopo la morte di Zenobia si aprì una disputa sul suo testamento tra le famiglie Gonzaga e Aragona che durò sette anni.

## Ascendenza
|                      |                   |                                | Genitori            |  |  | Nonni |  |  | Bisnonni           |  |  | Trisnonni            |  |
|                      |                   |                                |                     |  |  |       |  |  | Ferrante I Gonzaga |  |  | Francesco II Gonzaga |  |
|                      |                   |                                |                     |  |  |       |  |  | Ferrante I Gonzaga |  |  | Francesco II Gonzaga |  |
|                      |                   | Isabella d'Este                |                     |  |  |       |  |  | Ferrante I Gonzaga |  |  |                      |  |
| Cesare I Gonzaga     |                   |                                |                     |  |  |       |  |  | Ferrante I Gonzaga |  |  |                      |  |
|                      |                   | Isabella di Capua              | Ferrante di Capua   |  |  |       |  |  |                    |  |  |                      |  |
|                      |                   | Isabella di Capua              | Ferrante di Capua   |  |  |       |  |  |                    |  |  |                      |  |
|                      |                   | Isabella di Capua              | Antonicca del Balzo |  |  |       |  |  |                    |  |  |                      |  |
| Ferrante II Gonzaga  |                   | Isabella di Capua              |                     |  |  |       |  |  |                    |  |  |                      |  |
|                      |                   | Giberto II Borromeo            | Federico I Borromeo |  |  |       |  |  |                    |  |  |                      |  |
|                      |                   | Giberto II Borromeo            | Federico I Borromeo |  |  |       |  |  |                    |  |  |                      |  |
|                      |                   | Giberto II Borromeo            | Veronica Visconti   |  |  |       |  |  |                    |  |  |                      |  |
| Camilla Borromeo     |                   | Giberto II Borromeo            |                     |  |  |       |  |  |                    |  |  |                      |  |
|                      |                   | Margherita Medici di Marignano | Bernardino Medici   |  |  |       |  |  |                    |  |  |                      |  |
|                      |                   | Margherita Medici di Marignano | Bernardino Medici   |  |  |       |  |  |                    |  |  |                      |  |
|                      |                   | Margherita Medici di Marignano | Cecilia Serbelloni  |  |  |       |  |  |                    |  |  |                      |  |
| Zenobia Gonzaga      |                   | Margherita Medici di Marignano |                     |  |  |       |  |  |                    |  |  |                      |  |
|                      | Giannettino Doria | Tomaso Doria                   |                     |  |  |       |  |  |                    |  |  |                      |  |
|                      | Giannettino Doria | Tomaso Doria                   |                     |  |  |       |  |  |                    |  |  |                      |  |
|                      | Giannettino Doria | Maria Grillo                   |                     |  |  |       |  |  |                    |  |  |                      |  |
| Gianandrea Doria     | Giannettino Doria |                                |                     |  |  |       |  |  |                    |  |  |                      |  |
|                      |                   | Ginetta Centurione             | …                   |  |  |       |  |  |                    |  |  |                      |  |
|                      |                   | Ginetta Centurione             | …                   |  |  |       |  |  |                    |  |  |                      |  |
|                      |                   | Ginetta Centurione             | …                   |  |  |       |  |  |                    |  |  |                      |  |
| Vittoria Doria       |                   | Ginetta Centurione             |                     |  |  |       |  |  |                    |  |  |                      |  |
|                      |                   | Marcantonio Del Carretto       | …                   |  |  |       |  |  |                    |  |  |                      |  |
|                      |                   | Marcantonio Del Carretto       | …                   |  |  |       |  |  |                    |  |  |                      |  |
|                      |                   | Marcantonio Del Carretto       | …                   |  |  |       |  |  |                    |  |  |                      |  |
| Zanobia Del Carretto |                   | Marcantonio Del Carretto       |                     |  |  |       |  |  |                    |  |  |                      |  |
|                      |                   | Giovanna de Leyva              | …                   |  |  |       |  |  |                    |  |  |                      |  |
|                      |                   | Giovanna de Leyva              | …                   |  |  |       |  |  |                    |  |  |                      |  |
|                      |                   | Giovanna de Leyva              | …                   |  |  |       |  |  |                    |  |  |                      |  |
|                      |                   | Giovanna de Leyva              |                     |  |  |       |  |  |                    |  |  |                      |  |